# Petit Soldat (Maupassant)
Petit Soldat est une nouvelle de Guy de Maupassant, parue en 1885.

## Historique
La nouvelle est publiée initialement dans le quotidien Le Figaro du 13 avril 1885, puis dans le recueil Monsieur Parent.

## Résumé
Chaque dimanche, Jean Kerderen et Luc Le Ganidec, deux soldats, quittent leur caserne de Paris et partent se promener vers le village de Bezons.

## Éditions
- Le Figaro, 1885
- Monsieur Parent, recueil paru en 1885 chez l'éditeur Paul Ollendorff.
- Maupassant, Contes et Nouvelles, tome II, texte établi et annoté par Louis Forestier, éditions Gallimard, Bibliothèque de la Pléiade, 1979.